# Vlaardingervaart

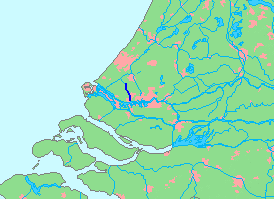
Verlauf der Vlaardingervaart

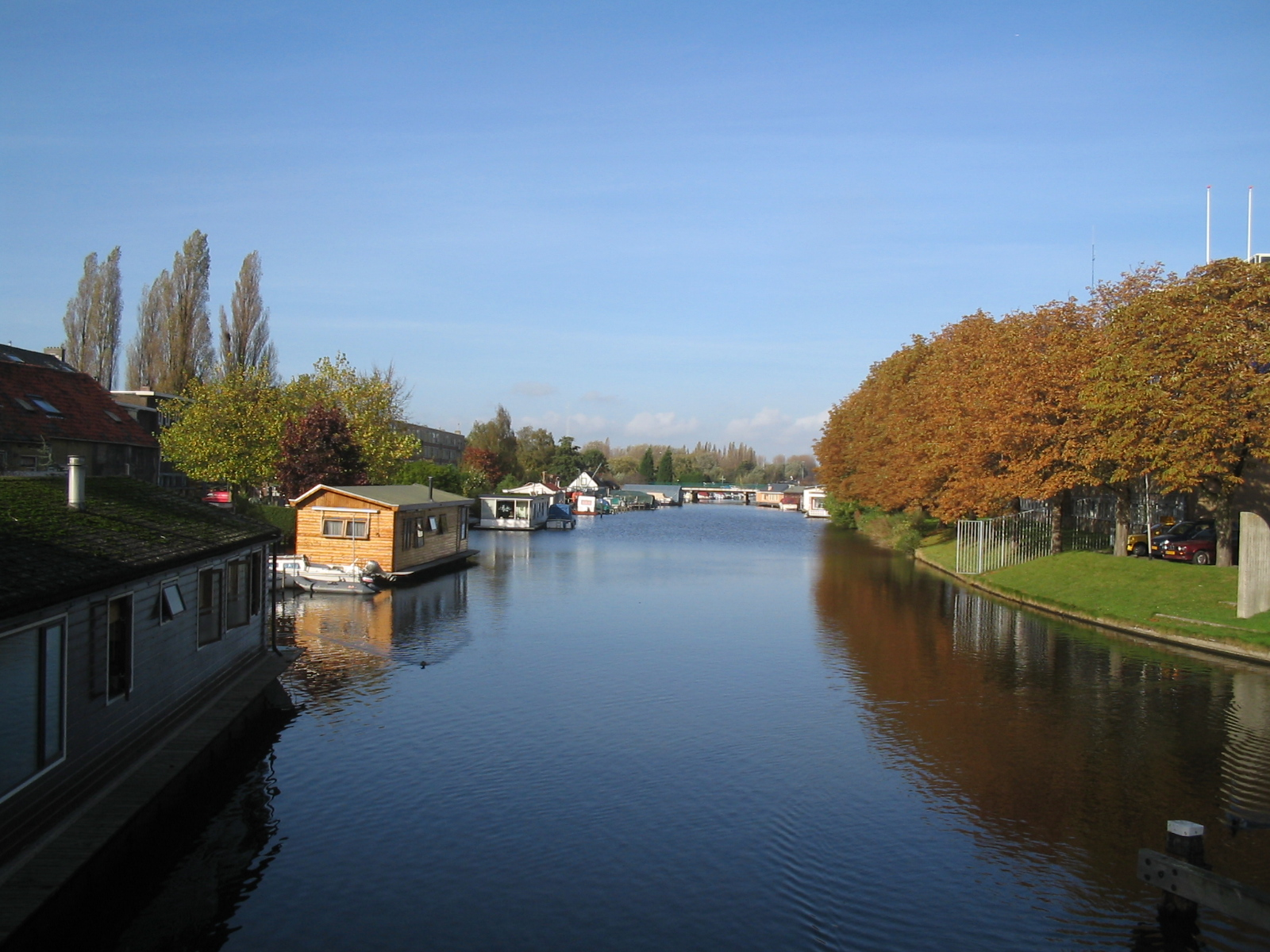
Der Kanal bei Vlaardingen

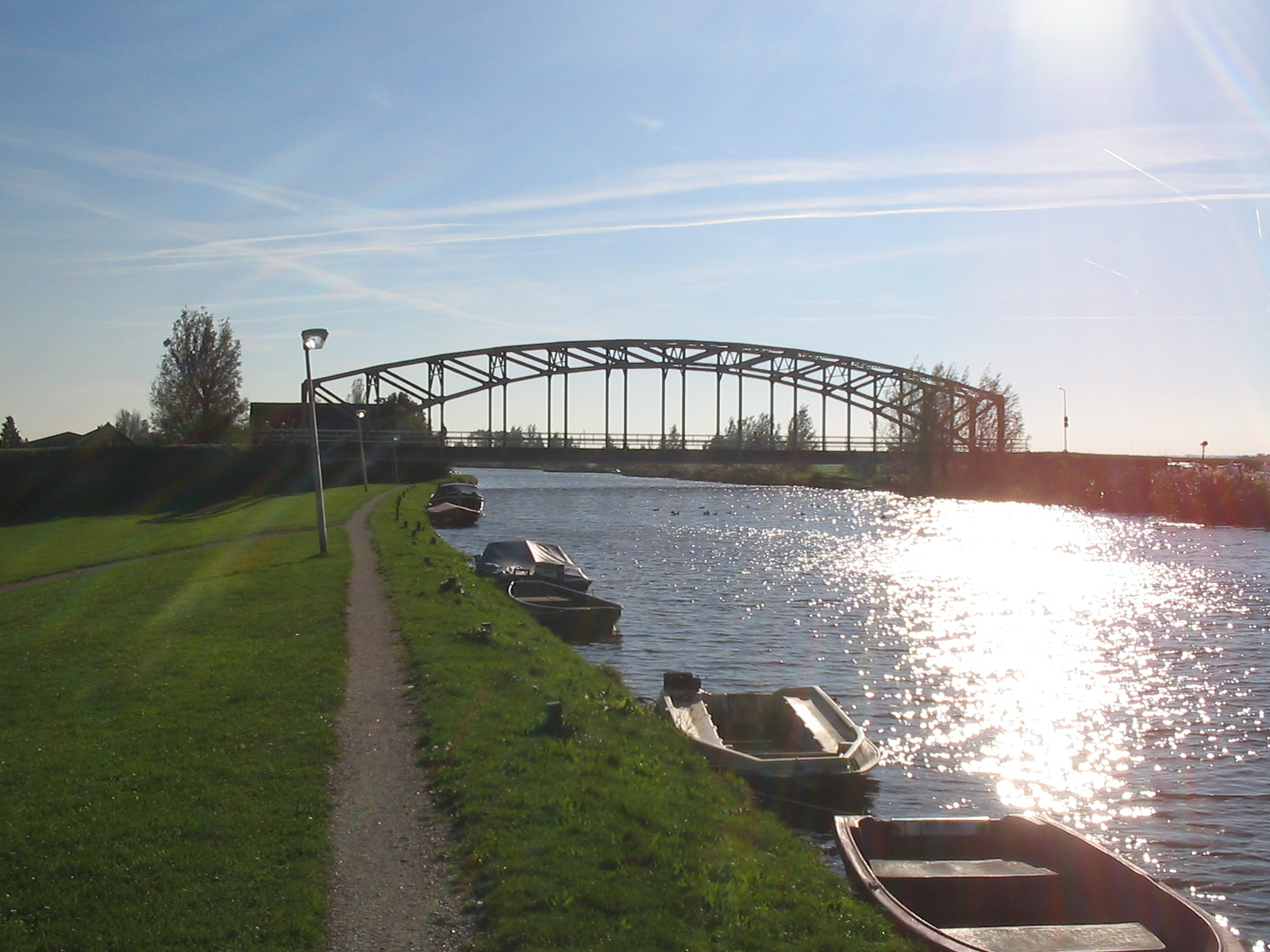
Trambrug

Die Vlaardingervaart ist ein Kanal in der Provinz Südholland in den Niederlanden. Er verbindet das Dorf Schipluiden mit dem Oude Haven (Alter Hafen) in Vlaardingen, wo der Kanal in die Nieuwe Maas mündet. Die Vlaardingervaart hat eine Länge von acht Kilometern.
Die Vlaardingervaart entsteht aus dem Zusammenfluss der Kanäle Gaag und Lierwatering bei Schipluiden. In unmittelbarer Nähe hiervon befindet sich die im Jahre 1910–1912 erbaute Trambrug (Straßenbahnbrücke), auf der früher von Dampflokomotiven gezogene Straßenbahnen verkehrten, die heute als Fahrradbrücke benutzt wird.
Auf halbem Wege besteht bei Maassluis eine Anbindung an den Kanal Noordvliet.
Vor dem Einzug der Dampfschifffahrt wurden Schiffe auf der Vlaardingervaart meist durch das Treideln bewegt.